# Mack Discant
Mack Discant (* 2. März 1916 in New York City; † 17. September 1961 ebenda) war ein US-amerikanischer Songwriter.
Bekannt wurde er mit dem Text zu Theme from “A Summer Place”.

## Weitere Werke (Auswahl)
- Bel Sante (Mitch Miller and His Orchestra and Chorus)
- (You Are the Queen) In the Kingdom of My Heart (Lee Raymond)
- Escapade (Al Nevins and His Orchestra)
- The Two-Penny Pipe (Dick Jacobs and His Chorus and Orchestra)
- Rendezvous (Eddie Heywood)
- Morning, Noon or Night (Dakota Staton)
- Livin’ Dangerously (The McGuire Sisters)
- What Happened to Our Love (Eydie Gormé)
- Scandalo Al Sole (The Coconados And Their Hawaiian Guitars)
- Secretly (Tommy Leonette)
- I Can’t Help It (Carrie Norman)